# Solaster longoi
Solaster longoi is een zeester uit de familie Solasteridae.
De wetenschappelijke naam van de soort werd in 1993 gepubliceerd door Stampanato & Jangoux.